# Albert Olbrechts

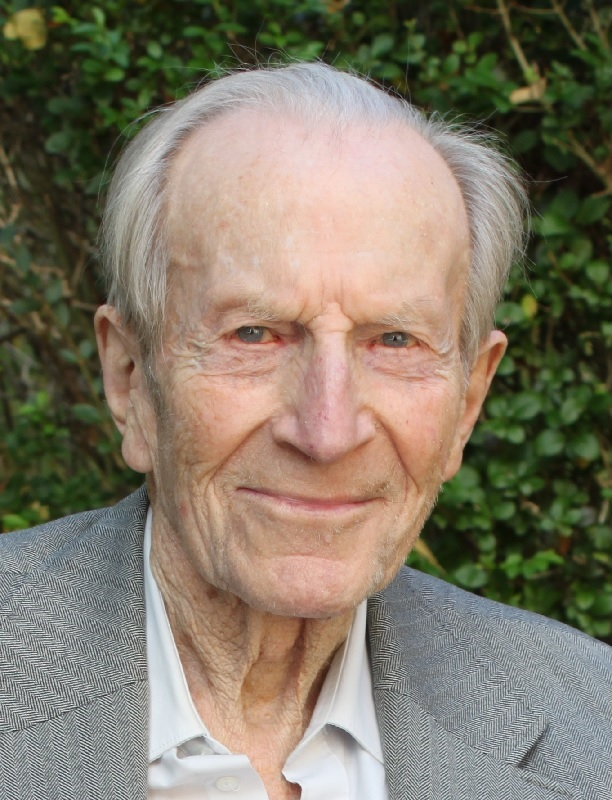
Albert Olbrechts im Alter von 99 Jahren (2014)

Albert Georges Marie Ghislain Olbrechts (* 4. Februar 1915 in London Borough of Croydon; † 27. Dezember 2018 in Bruchhausen) war ein deutscher Sportler und Unternehmer. Er war bis zu seinem Tod der älteste männliche Einwohner von Ettlingen.

## Leben
Albert Olbrechts wurde während des Ersten Weltkriegs geboren, er wuchs im belgischen Mechelen auf und wurde katholisch erzogen. Nach dem Abitur 1935 besuchte Albert von 1936 bis 1939 die Höhere Gartenbauschule mit Abschluss als Gartenbauarchitekt.
Vor dem Zweiten Weltkrieg wurde Olbrechts zum Militär eingezogen, kam beim deutschen Überfall auf Belgien 1940 in deutsche Gefangenschaft und wurde als Flame bereits nach drei Wochen entlassen.
1941 meldete sich der überzeugte Antibolschewist freiwillig zur Flämischen Legion, einer Einheit der Waffen-SS. Er kämpfte einige Wochen an der Ostfront und beteiligte sich an Hitlers Feldzug gegen die Sowjetunion, ehe er verletzt in ein Lazarett nach Riga gebracht wurde. Bei Kriegsende tauchte er unter. Für seine Teilnahme bei der Flämischen Legion wurde Olbrechts 1946 in Belgien in Abwesenheit zum Tode verurteilt. Das Todesurteil wurde zwanzig Jahre später aufgehoben.
Nach dem Krieg arbeitete er als Stallknecht in einem Frauenkloster. Eine zufällige Bekanntschaft mit einem amerikanischen Militärgeistlichen verhalf ihm zu einer Hausmeisterstelle. Dank seiner guten englischen Sprachkenntnisse fand er als Zivilist eine Anstellung bei einer Luftbrücken-Einheit in Frankfurt, wo er die „Rosinenbomber“ belud, die die von der russischen Blockade betroffenen Einwohner Berlins mit Lebensmitteln versorgten. Als Mitglied der sogenannten „Dickhäuter“ des amerikanischen Labor Service kam er Anfang der 1950er Jahre als Bauleiter nach Ettlingen.
Olbrechts gründete 1963 das Reisebüro „Jumbo Reisen“ in Ettlingen, das er bis 2006 führte. 1973 zog er mit seiner zweiten Frau Hildegard in den Stadtteil Bruchhausen, wo er bis zuletzt wohnte. Olbrechts starb rund fünf Wochen vor seinem 104. Geburtstag und wurde auf dem Ettlinger Stadtfriedhof beigesetzt.

## Sportliches Wirken
Albert Olbrechts war seit seinem 57. Lebensjahr Läufer. Dabei kam er auf über tausend Läufe in über 20 Ländern, darunter 15-mal über 100-Kilometer-Strecken, 18 Marathons, 75 Halbmarathons und 803 Läufe über zehn Kilometer. Auch an Europa- und Weltmeisterschaften für Senioren nahm er teil und errang 14 Goldmedaillen, sechs Silbermedaillen, vier Bronzemedaillen bei WM und siebenmal Gold, viermal Silber und einmal Bronze bei EM. Seine letzte sportliche Herausforderung im Alter von 97 Jahren war die Teilnahme an der Senioren-Europameisterschaft im sächsischen Zittau. Auch 2008 war er noch als Teilnehmer bei Läufen dabei, beispielsweise beim Turmberglauf in Durlach. Als Höhepunkt seiner Sportkarriere bezeichnete Olbrechts selbst den Zehn-Kilometer-Lauf im Jahr 2001 über die chinesische Mauer im Alter von 86 Jahren.
Die Stadt Ettlingen hat ihm  den Ausbau des Albgaustadions zu verdanken, bei dem er in den 1970er Jahren ehrenamtlich alle 5500 Stufen der Gegentribüne in Handarbeit legte. Er erreichte mit dieser Aktion einen hohen Bekanntheitsgrad. Außerdem organisierte er in den 1980er- und 1990er-Jahren ehrenamtlich zahlreiche Stafettenläufe in die verschiedenen Partnerstädte Ettlingens.

## Ehrungen
- 1980: Goldener Sibyllataler der Stadt Ettlingen
- 1980: Ehrenbrief der Stadt Ettlingen
- Silberner Lauerturm der Stadt Ettlingen (zehnmal, zuletzt 2012)[4]